# 君矢摩子
君矢 摩子（きみや まこ、1972年12月7日 - ）は、日本の元AV女優。
東京都出身。身長:165cm。スリーサイズ:B90・W60・H90。血液型:A型。

## 略歴・人物
1993年にAVデビュー。
2年ほど活動して引退。

## 出演作品

### アダルトビデオ
1993年
- むきだしのボトムライン （5月8日、VIP）
- 悶絶願望 （6月4日、VIP）
- 美畜レイプ 3 （7月10日、ステラ）
- Lingerie Collection Volume.14  （7月10日、）…オムニバス作品 他出演:森高詩織、北原沙希、松下英美、我飛ひかり、星野くるみ、麻生絵美、仲村佳世
- バストボンバー （7月23日、アリスJAPAN）
- ふるえるデカチチ あぶないニュースキャスター （8月5日、クリスタル映像）
- 盗撮!!逆ナンパ Live 〜B98の誘惑〜 （8月25日、新東宝ビデオ）
- 巨乳若奥様 モンゼツ天国 （9月9日、クリスタル映像）
- 大制服ハーレム <2> （9月30日、ステラ）
- この快感に溺れたい （11月17日、リップメイト）
- 欲望の奴隷 （11月26日、アリスJAPAN）
- 吸いつくす女 （エイトマン）…共演:国見真菜、伊藤公実
- 伊豆七島 入れ喰い逆ナンパ巡り （新東宝ビデオ）…共演:川原みずき
- マドンナメイト 特別版 看護婦の貞操帯 （マドンナ社）…共演:秋川典子
- [デカパイOL] まるごとさわって （笠倉出版社）…共演:若尾文
- 君矢摩子の教育実習 （オークラ出版）

1994年
- 緋牡丹ぱっくり娘 花ビラ御開帳 （4月8日、東映）…共演:森田久恵
- 巨乳隷嬢 3 （3月11日、シネマジック）
- 奴隷秘書 7 （4月22日、シネマジック）
- 哀嬢物語 〜救済〜 （大洋図書）

　他

### ゲーム
- THE・野球拳 パート22（NEWジャトレ） 共演:平井由美、秋元実花、森田久恵
- THE野球拳 お嬢様編（NEWジャトレ） 共演:平井由美、秋元実花、森田久恵

パート22のパソコン版ソフト

## 書籍

### 写真集
- マドンナメイト・ハード 淫写! 巨乳三姉妹 （1994年4月、マドンナ社）…共演:藤谷しおり、麻生絵美
- きクぜ! 2 月刊ザ・テンメイ総集編（1994年12月、竹書房）
- LINGERIE CLIMAX（1994年、英知出版）